# Doondo
El doondo és una llengua de la subfamília kongo, de les llengües bantus que es parla a la República del Congo. El seu codi ISO 639-3 és dde.
Es parla als districtes de Nkayi, de Madingou, de Mfouati i de Boko-Songho, tots ells a la regió Bouenza. Hi ha 3018 doondoparlants a la República del Congo.
És un membre de la subfamília kongo. A vegades es considera com un dialecte del koongo (llengua).
El Doondo és un membre de la subfamília kongo. A vegades es considera com un dialecte del koongo (llengua).